# T-Mobile (Magyar Telekom Csoport)
A T-Mobile (korábban Westel 900 illetve Westel) a Magyar Telekom Csoport mobilkommunikációs üzletága. Közel 4,5 millió ügyfele van, ezzel piacvezetőként, Magyarország egész területén 900 és 1800 MHz-es frekvencián nyújt minőségi GSM rendszerű mobiltelefon-szolgáltatást, és az ország egyre több városában érhető el széles sávú 3G/HSDPA/4G mobilinternet-hálózata is.

## Története
Magyarországon a mobiltelefonos szolgáltatás a Westel Rádiótelefon Kft. (Westel 0660) megalakulásával kezdődött 1989. december 4-én, a (Westel 450) a Matáv és a US West vegyesvállalataként. A cég terve az volt, hogy az országban NMT 450 (Nordic Mobile Telephony) rendszerű, analóg rádiótelefon-szolgáltatást nyújtson a 450 MHz-es frekvenciatartományban.
1990. október 15-én Magyarország első mobiltelefon szolgáltatója Közép-Európában elsőként kezdte meg az analóg mobiltelefon-szolgáltatás nyújtását. A társaság nagy szerepet játszott a mobilszolgáltatások elterjesztésében Magyarországon, ügyfelei száma 1999-ben megközelítette a 100 ezret.

## Cégtörténet évszámokban
A magyar T-Mobile 2004. május 3-án jött létre, a Matáv tulajdonában lévő Westel 900 GSM Mobil Távközlési Rt. átnevezésével. Az új cég neve kezdetben T-Mobile Magyarország Rt. lett.

### 2005–2006
2005-ben útjára indul a Push to Talk szolgáltatás. Ez a CB rádiózáshoz hasonló funkciójú és élményt nyújtó szolgáltatás, korlátlan hatótávolsággal belföldön és külföldön egyaránt. A készülékekbe beépített Push To Talk gombbal a szolgáltatás egyetlen gombnyomással, gyorsan elérhető.
2005 októberében a Magyar Telekom Igazgatósága kezdeményezte a Magyar Telekom Rt. és a T-Mobile Magyarország Rt. egyesülését. A javaslatot a Magyar Telekom rendkívüli Közgyűlése december 20-án jóváhagyta. A cégbírósági bejegyzést követően a cég, mint T-Mobile Magyarország Rt. megszűnt.
2006. március 1-jétől a T-Mobile önálló márkaként és önálló üzletágként működik tovább a Magyar Telekom belül és változatlan formában, megszakítás nélkül nyújtja szolgáltatásait ügyfeleinek.

### 2007–2008
2007. május 30-án Winkler János, a T-Mobile vezérigazgatója és László Géza, az Antenna Hungária vezérigazgatója a 2007. április 1-jén indított mobiltelevíziós kísérleti sugárzást eredményesnek minősítette. Magyarország élen jár ennek az új szolgáltatás fejlesztésében.
2008. augusztus 21-én az Apple iPhone 3G premierje a MOM Parkban. Augusztus 22-től folyamatosan az ország egész területén elérhetővé vált a készülék.
A T-Mobile 2008. augusztus 30-ától tovább csökkentette az EU országaiban érvényes percdíjakat.

### 2009–2010
2010. szeptember 24-én Magyarországon is elérhetővé vált az iPhone 4. A készüléket a cég az Arena Plaza-ban szervezett premieren mutatta be.

### 2011–2012
2012. január 1-jén a T-Mobile – az országban elsőként – elindította az első 4G/LTE alapú mobilinternet szolgáltatását. A szolgáltatás Budapest 10 kerületének nagy részén vált elérhetővé LTE-képes eszközzel. A lezárult három hónapos kiterjesztett hálózati tesztelést követően került sor a szolgáltatás élesítésére, amelyben több száz lakossági, kkv és nagyvállalati ügyfél, valamint munkatárs vett részt. A hálózatfejlesztés a további években intenzív ütemben folytatódik.

### 2013
2013. március 27-én Christopher Mattheisen vezérigazgató bejelentette, hogy a „T-Mobile” márkanevet fokozatosan megszüntetik.

## Kiadványok
- Mobil Info[halott link] – 2004 júliusától negyedévente megjelenő információs újság.
- Találkozások Magazin

## Rendezvények
- Balaton Sound
- Campus Fesztivál
- T-Mobile Természetjáró Kerékpáros Túra., 2008.
- Kapcsolat koncert Archiválva 2009. február 4-i dátummal a Wayback Machine-ben
- T-Mobile Vízi Szabadidős Sportfesztivál a Velencei-tónál[halott link]
- Családi Hógolyó Világrekord Archiválva 2009. január 18-i dátummal a Wayback Machine-ben, 2009. január 31.